# Liga Futsal de 1997
A Liga Futsal de 1997 é a 2.ª edição do principal torneio de futebol de salão do Brasil, à época organizado pela Confederação Brasileira de Futsal (CBFS). Nos dias atuais, corresponde oficialmente à Liga Nacional de Futsal.
Com representantes de quatro federações, a segunda temporada do torneio foi vencida pelo Atlético Mineiro, um dos quatro estreantes. Classificado como o terceiro melhor da primeira fase, o Galo passou por Corinthians nas quartas de final e Carlos Barbosa nas semifinais para chegar à decisão contra o Banespa; o título veio após empatar em 3 a 3 na ida e golear por 4 a 1 em casa.
Dentre os semifinalistas eliminados, Carlos Barbosa e General Motors ficaram com a terceira e quarta colocação, respectivamente. O Internacional, campeão vigente e líder da primeira fase, sequer avançou às semifinais.

## Fórmula de disputa

### Fase classificatória
Na primeira fase, as equipes competiram em grupo único, confrontando-se em dois turnos que invertem os mandos. A pontuação seguiu o sistema tradicional: 3 pontos por vitória, 1 ponto por empate e 0 por derrota. Em casos de empates na classificação, os critérios considerados foram, na ordem: número de vitórias, gols marcados e gols sofridos.

### Fase final
As 8 melhores equipes avançaram para a fase final, com chaveamento definido por posição de classificação: 1º colocado contra 8º e 4º contra 5º na primeira chave; 2º colocado contra 7º e 3º contra 6º na segunda chave. Os quatro vencedores se classificaram às semifinais e, por fim, decidiram-se os finalistas do torneio. Em todo o mata-mata, o vencedor foi selecionado com partidas de ida e volta, culminando em prorrogação via gol de ouro em caso de igualdade no confronto (uma vitória pra cada lado ou dois empates).

## Participantes
| Equipe           | Parceria(s)        | Cidade             | Estado | 1996 | Títulos (último) |
| ---------------- | ------------------ | ------------------ | ------ | ---- | ---------------- |
| Atlético Mineiro | Pax de Minas       | Belo Horizonte     | MG     | —    | 0 (não possui)   |
| Banespa          | Phercani           | São Paulo          | SP     | —    | 0 (não possui)   |
| Carlos Barbosa   | —                  | Carlos Barbosa     | RS     | —    | 0 (não possui)   |
| Corinthians      | Reiplas            | São Paulo          | SP     | 9.º  | 0 (não possui)   |
| General Motors   | Chevrolet          | São Caetano do Sul | SP     | 4.º  | 0 (não possui)   |
| Internacional    | Ulbra              | Porto Alegre       | RS     | 1.º  | 1 (1996)         |
| Juventude        | Dalponte e Colombo | Caxias do Sul      | RS     | —    | 0 (não possui)   |
| Minas            | São Geraldo        | Belo Horizonte     | MG     | 5.º  | 0 (não possui)   |
| Tio Sam          | —                  | Niterói            | RJ     | 8.º  | 0 (não possui)   |
| Vasco da Gama    | Ulbra e Topper     | Caxias do Sul      | RS     | 2.º  | 0 (não possui)   |

- A Ulbra, até então, era uma patrocinadora. Portanto, a campanha é oficialmente atribuída apenas a Internacional e Vasco.[5]
- O Vasco da Gama corresponde ao "Futebol Clube" de Caxias do Sul, não ao "Club de Regatas" do Rio de Janeiro.

## Fase classificatória
| Pos | Equipe           | Pts | J  | V  | E | D  | GP | GC | SG  | %  | Classificação                      |
| --- | ---------------- | --- | -- | -- | - | -- | -- | -- | --- | -- | ---------------------------------- |
| 1   | Internacional    | 41  | 18 | 12 | 5 | 1  | 89 | 61 | +28 | 76 | Classificados para a fase final    |
| 2   | Carlos Barbosa   | 34  | 18 | 10 | 4 | 4  | 77 | 65 | +12 | 63 | Classificados para a fase final    |
| 3   | Atlético Mineiro | 32  | 18 | 10 | 2 | 6  | 92 | 78 | +14 | 60 | Classificados para a fase final    |
| 4   | Juventude        | 26  | 18 | 7  | 5 | 6  | 78 | 73 | +5  | 49 | Classificados para a fase final    |
| 5   | General Motors   | 25  | 18 | 7  | 4 | 7  | 87 | 79 | +8  | 47 | Classificados para a fase final    |
| 6   | Corinthians      | 23  | 18 | 6  | 5 | 7  | 70 | 72 | -2  | 43 | Classificados para a fase final    |
| 7   | Vasco da Gama    | 21  | 18 | 5  | 6 | 7  | 77 | 91 | -14 | 39 | Classificados para a fase final    |
| 8   | Banespa          | 21  | 18 | 5  | 6 | 7  | 54 | 68 | -14 | 39 | Classificados para a fase final    |
| 9   | Tio Sam          | 17  | 18 | 4  | 5 | 9  | 59 | 67 | -8  | 32 | Eliminados na fase classificatória |
| 10  | Minas            | 8   | 18 | 2  | 2 | 14 | 63 | 92 | -29 | 15 | Eliminados na fase classificatória |

### Resultados
Na horizontal, os resultados como mandante. Na vertical, os resultados como visitante.
|                  | CAM  | BAN | ACBF | COR | GM  | INT | JUV | MIN | TIO | VAS |
| ---------------- | ---- | --- | ---- | --- | --- | --- | --- | --- | --- | --- |
| Atlético Mineiro | —    | 4-0 | 8-3  | 8-3 | 6-3 | 7-1 | 3-2 | 3-3 | 7-4 | 7-4 |
| Banespa          | 4-4  | —   | 2-3  | 3-2 | 3-6 | 6-6 | 6-3 | 4-0 | 3-2 | 2-2 |
| Carlos Barbosa   | 6-5  | 3-3 | —    | 9-5 | 7-6 | 3-4 | 3-3 | 7-3 | 5-1 | 9-2 |
| Corinthians      | 2-3  | 5-0 | 4-1  | —   | 3-5 | 2-4 | 7-5 | 5-2 | 5-3 | 3-3 |
| General Motors   | 6-5  | 9-1 | 2-2  | 3-4 | —   | 6-6 | 6-6 | 7-4 | 5-2 | 6-6 |
| Internacional    | 7-5  | 6-2 | 7-2  | 4-1 | 6-2 | —   | 1-1 | 3-1 | 3-3 | 7-3 |
| Juventude        | 9-3  | 3-3 | 2-4  | 6-6 | 5-3 | 4-7 | —   | 4-3 | 6-2 | 6-4 |
| Minas            | 11-4 | 4-7 | 3-4  | 8-8 | 1-4 | 6-7 | 3-1 | —   | 5-9 | 3-4 |
| Tio Sam          | 4-5  | 3-2 | 2-2  | 1-1 | 6-3 | 1-1 | 3-4 | 6-0 | —   | 3-3 |
| Vasco da Gama    | 6-5  | 3-3 | 3-4  | 4-4 | 6-5 | 6-9 | 6-8 | 5-3 | 7-4 | —   |

## Fase final
|  | Quartas de final | Quartas de final | Quartas de final | Quartas de final |                  |                | Semifinais | Semifinais | Semifinais |  |         | Final | Final | Final |
|  |                  |                  |                  |                  |                  |                |            |            |            |  |         |       |       |       |
|  | 1                | Internacional    | 2                | 3 (0)            |                  |                |            |            |            |  |         |       |       |       |
|  | 8                | Banespa          | 4                | 1 (1)            |                  |                |            |            |            |  |         |       |       |       |
|  | 8                | Banespa          | 4                | 1 (1)            |                  | Banespa        | 3          | 5 (1)      |            |  |         |       |       |       |
|  |                  |                  |                  |                  |                  | Banespa        | 3          | 5 (1)      |            |  |         |       |       |       |
|  |                  | General Motors   | 3                | 5 (0)            |                  |                |            |            |            |  |         |       |       |       |
|  | 4                | General Motors   | 3                | 5 (0)            | Juventude        | 4              | 7 (0)      |            |            |  |         |       |       |       |
|  | 4                |                  |                  |                  | Juventude        | 4              | 7 (0)      |            |            |  |         |       |       |       |
|  | 5                | General Motors   | 6                | 6 (1)            |                  |                |            |            |            |  |         |       |       |       |
|  | 5                | General Motors   | 6                | 6 (1)            |                  |                |            |            |            |  | Banespa | 3     | 1     |       |
|  |                  |                  |                  |                  |                  |                |            |            |            |  | Banespa | 3     | 1     |       |
|  |                  | Atlético Mineiro | 3                | 4                |                  |                |            |            |            |  |         |       |       |       |
|  | 3                | Atlético Mineiro | 3                | 4                | Carlos Barbosa   | 5              | 5 (1)      |            |            |  |         |       |       |       |
|  | 3                |                  |                  |                  | Carlos Barbosa   | 5              | 5 (1)      |            |            |  |         |       |       |       |
|  | 6                | Vasco da Gama    | 7                | 0 (0)            |                  |                |            |            |            |  |         |       |       |       |
|  | 6                | Vasco da Gama    | 7                | 0 (0)            |                  | Carlos Barbosa | 4          | 3          |            |  |         |       |       |       |
|  |                  |                  |                  |                  |                  | Carlos Barbosa | 4          | 3          |            |  |         |       |       |       |
|  |                  | Atlético Mineiro | 4                | 9                |                  |                |            |            |            |  |         |       |       |       |
|  | 2                | Atlético Mineiro | 4                | 9                | Atlético Mineiro | 5              | 4          |            |            |  |         |       |       |       |
|  | 2                |                  |                  |                  | Atlético Mineiro | 5              | 4          |            |            |  |         |       |       |       |
|  | 7                | Corinthians      | 4                | 1                |                  |                |            |            |            |  |         |       |       |       |
|  | 7                | Corinthians      | 4                | 1                |                  |                |            |            |            |  |         |       |       |       |

## Premiação
| Liga Futsal de 1997                   |
| ------------------------------------- |
|                                       |
| Atlético Mineiro Campeão (1.º título) |

### Seleção do campeonato
| Pos.         | Vencedor       | Equipe           |
| ------------ | -------------- | ---------------- |
| Goleiro      | Franklin       | Banespa          |
| Fixo         | Danilo         | Carlos Barbosa   |
| Ala direito  | Manoel Tobias  | Internacional    |
| Ala esquerdo | Lenísio        | General Motors   |
| Pivô         | Vander Carioca | Atlético Mineiro |
| Técnico      | Miltinho       | Atlético Mineiro |

### Prêmios individuais
| Prêmio         | Vencedor       | Vencedor       | Equipe           |
| -------------- | -------------- | -------------- | ---------------- |
| Melhor jogador | Vander Carioca | Vander Carioca | Atlético Mineiro |
| Artilheiros    | Vander Carioca | 36 gols        | Atlético Mineiro |
| Artilheiros    | Lenísio        | 36 gols        | General Motors   |

## Classificação final
| Pos | Equipe           | Pts | J  | V  | E | D  | GP  | GC  | SG  | %  | Classificação                      |
| --- | ---------------- | --- | -- | -- | - | -- | --- | --- | --- | -- | ---------------------------------- |
| 1   | Atlético Mineiro | 46  | 24 | 14 | 4 | 6  | 121 | 94  | +27 | 64 | Campeão                            |
| 2   | Banespa          | 27  | 24 | 6  | 9 | 9  | 73  | 88  | -15 | 38 | Vice-campeão                       |
| 3   | Carlos Barbosa   | 38  | 22 | 11 | 5 | 6  | 95  | 85  | +10 | 58 | Eliminados nas semifinais          |
| 4   | General Motors   | 30  | 22 | 8  | 6 | 8  | 108 | 99  | +9  | 46 | Eliminados nas semifinais          |
| 5   | Internacional    | 44  | 20 | 13 | 5 | 2  | 94  | 67  | +27 | 74 | Eliminados nas quartas de final    |
| 6   | Juventude        | 29  | 20 | 8  | 5 | 7  | 89  | 86  | +3  | 49 | Eliminados nas quartas de final    |
| 7   | Vasco da Gama    | 24  | 20 | 6  | 6 | 8  | 84  | 102 | -18 | 40 | Eliminados nas quartas de final    |
| 8   | Corinthians      | 23  | 20 | 6  | 5 | 9  | 75  | 81  | -6  | 39 | Eliminados nas quartas de final    |
| 9   | Tio Sam          | 17  | 18 | 4  | 5 | 9  | 59  | 67  | -8  | 32 | Eliminados na fase classificatória |
| 10  | Minas            | 8   | 18 | 2  | 2 | 14 | 63  | 92  | -29 | 15 | Eliminados na fase classificatória |